# Лемноська стела
Лемноська стела — намогильна стела з написом мовою, близькою до етруської, вона включається в гіпотетичну тирренську родину мов.
Стела знайдена 1885 року на грецькому острові Лемнос, вмурованою в стіну церкви в муніципалітеті Камінія на південному сході острова. Нині експонується в Національному музеї Афін.

## Датування, алфавіт і мова напису
Стелу відносять до VI століття до н. е., при цьому верхньою межею датування вважається приєднання острова Лемноса Мільтіадом до Афінської держави в 510 до н. е., після чого населення острова було елінізоване. У Геродота згадується, що догрецьким населенням Лемноса були пеласги (грец. Πελασγοί), Фукідід називає це саме населення тирсенами (грец. Τυρσηνοί) — цей етнонім в грецькій літературі того часу був синонімічним Тірренії, тобто етрускам. Проте, можливо, що пеласги і тирсени були різними, хоча і спорідненими, народами. Так, єгипетські джерела серед «народів моря» згадують як пеласгів (Plst), так і тирсенів (TRS).
Геродот також пише, що пеласги вигнали з Лемноса мінійців, однак дослідники лемноської стели не розглядають гіпотезу про її мінійське походження, оскільки, судячи з контексту описуваної Геродотом події, воно відбулося в доісторичний, дописьменний період.
Італійська археологічна експедиція 1928 року виявила написи, подібні з написом стели, на фрагментах місцевої кераміки. Ця знахідка підтвердила, що мова (і алфавіт) стели був поширеним на Лемносі догрецького періоду і була розмовною, тобто стела не була привезена на Лемнос з іншого району Середземномор'я

## Транслітерація напису
На малюнку
hολαιε:ζ:ναφοθ:ζιαζι
μαραζ:μαF
σιαλχFειζ:αFιζ
εFισθο:ζεροναιθ
ζιFαι
ακερ:ταFαρζιο
αναλασιαλ:ζεροναι:μοριναιλ
На табличці
hολαιεζι:φοκιασιαλε:ζεροναιθ:εFισθο:τοFερονα
ρομ:hαραλιο:ζιFαι:επτεζιο:αραι:τιζ:φοκε
ζιFαι:αFιζ:σιαλχFιζ:μαραζμ:αFιζ:αομαι

Транслітерація кирилицею
На малюнку
гволає з нафодзи
зіазі мараз мав
сi ал гбеіс авіс
е вісдзио зеро наідзи
зіваі
вам ал а зіал зеро маімо
ріма i лакер тавар зіу

На табличці
гволає з нафокі а зіале зеро заідзи е вісдзио то зеро ма
ром гвараліо зіваі елі е зіо а раі тіз фоке
зіваі авic ci ал гбіс марагж м авic а зеро маі